# Brumbach (Wipper)
Der Brumbach, auch Brombach, ist ein orographisch rechter Nebenfluss der Wipper. Der Name des Baches ist als Brunbach, Brunbeko (1400) und Brumpach (1580) nachgewiesen.
Dem stark mäandrierenden Fluss folgt von hinter den Pferdeköpfen bis zur Wippraer Bahnhofstraße weitgehend dem Bachverlauf. Im Bereich der Wüstung Brumbach wurde im Bereich der Brumbachswiesen, entsprechend dem Ergebnis der Flurbegehung, auf eine Melioration bewusst verzichtet.

## Verlauf
Welcher Quellarm als eigentliche Quelle des Baches gilt, ist nicht völlig klar. Die amtliche topographische Karte bezeichnet einen langen linken Quellarm, der in 394,8 Meter Höhe aus zwei sehr kurzen Quellarmen entspringt, als Brumbach. Gemäß Akademie der Wissenschaften der DDR und der Historischen Kommission der sächsischen Akademie der Wissenschaften ist der Ursprung im Bereich der Brumbachswiesen zu suchen. Der Brumbach entspringt dann im Bereich der Pferdeköpfe, nahe der Wüstung Brumbach – die nach dem Bach benannt war. Hier entspringt ein Quellarm in 340 Meter Höhe in einem Sumpfgebiet. In Frage käme auch der im Sumpfgebiet rechtsseitig einmündende, etwa 1,1 km lange und an der Frauenwarte entspringende Quellarm.
Die nächsten nennenswerten Quellarme fließen in der Kuhschwanzwiese (links etwa 2 km – teils hier Brumbach genannt, rechts 1,5 km, links) in den Brumbach. Nach der Aufnahme einiger kleiner Zuflüsse im Hurenholz mündet am Fuße des Mohrungsberg, ostnordöstlich vom Gipfel, der Gehrenbach in den Brumbach. Im weiteren Verlauf mündet rechtsseitig ein unbenannter Zufluss, etwa 850 m Luftlinie ostnordöstlich vom Gipfel der Rabenkoppe entfernt, auf 272,7 m Höhe in den Brumbach. Dieser teilt sich in zwei Arme. In den rechtsseitigen fließt nach etwa 20 Metern ein Nebenarm des Gehrensbach in den Brumbach, der nun etwas nordwestlich weiterfließt, um am Fuße des Mönchsbergs sich wieder eher nördlich zu winden – nachdem die beiden Arme sich wiedervereinigt haben. Die Länge der Aufteilung beträgt etwa 700 Meter 0,7 Fließkilometer.
Der Bach knickt nach Südwest ab, windet sich in mehreren Biegungen wieder nach Nordwest, um mit einem fast rechtwinkligen Knick nach Nordost nach weiteren etwa 50 Metern, etwas nördlich der Wippraer Bahnhofstraße (Einmündung L 230), auf dem Gebiet von Friesdorf in die Wipper zu münden.

## Zuflüsse
Der Brumbach verfügt über eine Vielzahl kleiner und kleinster Zuflüsse. Aufgeführt werden nur die mit Namen und eigenen größeren Zuflüssen.
- Brumbach (links)
- unbekannt (rechts)
- Gehrenbach (rechts)
- unbekannt (rechts)

## Namensherkunft
Der Name des Baches leitet sich vom althochdeutschen brūn (braun) ab. Mangels alter Belege ist nicht zu bestimmen, ob im Namen ursprünglich das althochdeutsche brunno (Quelle) enthalten ist. Daher ist nicht klar, ob sich das braun auf die Farbe des Flusswassers oder der Quelle bezieht.